# Laidassuo (mosse, lat 60,71, long 21,81)
Laidassuo är en mosse i Finland. Den ligger i Virmo i landskapet Egentliga Finland, i den sydvästra delen av landet, 180 km väster om huvudstaden Helsingfors.